# Перекоповка (Воронежская область)
Переко́повка — село в Семилукском районе Воронежской области России. Входит в состав Землянского сельского поселения.

## География
Село находится в северо-западной части Воронежской области, в лесостепной зоне, на правом берегу реки Кобылья Снова, на расстоянии примерно 46 км к северо-северо-западу (NNW) от города Семилуки, административного центра района. Абсолютная высота — 152 м над уровнем моря.
Часовой пояс
Село Перекоповка, как и вся Воронежская область, находится в часовой зоне МСК (московское время). Смещение применяемого времени относительно UTC составляет +3:00.

## Население
| 2010 |
| ---- |
| 257  |

Национальный состав
Согласно результатам переписи 2002 года, в национальной структуре населения русские составляли 98 %.

## Инфраструктура
В селе функционируют основная общеобразовательная школа, фельдшерско-акушерский пункт (структурное подразделение Семилукской районной больницы) и отделение Почты России.